# Universitat Estatal de Campinas
Universitat Estatal de Campinas («Universidade Estadual de Campinas» o Unicamp en portuguès), és una de les universitats públiques de l'estat de São Paulo, Brasil. El seu campus principal està situat al districte de Barão Geraldo, a 12 km de distància del centre de la ciutat de Campinas, amb seus addicionals a Limeira i Piracicaba.
Creada el 1962 i físicament instal·lada el 1966, l'objectiu original de la Unicamp és promoure l'educació científica en el pol industrial de la regió d'interior de São Paulo. El 2006, la universitat havia prop de 16.000 universitaris i 15.000 estudiants de postgrau, així com 1.800 membres de la facultat.
Unicamp, que és responsable del voltant del 15% de tota la recerca del Brasil, té cursos, facultats i instituts de Medicina, Infermeria, Logopèdia, Farmàcia, Odontologia, Biologia, Educació Física, Química, Física, Matemàtiques (fonamental, aplicada i de computació), Estadística, Ciències de la computació, Enginyeria (Control i Automatització, Química, Alimentària, Electricitat, Informàtica, Mecànica, Agrícola i Civil), Arquitectura, Geografia, Geologia, Economia, Arts, Música, Comunicació social, Literatura, Lingüística, Filosofia, Història i Ciències Socials. També compta amb dues escoles de formació professional, COTUCA (a Campinas) i COTIL (en Limeira).
L'Hospital das Clínicas (Hospital de Clíniques) de la Unicamp, és el major hospital públic de la regió. Unicamp també té una estructura semi-independent de més de 20 centres interdisciplinaris, laboratoris i grups.
Segons el V Prêmio Melhores Universidades 2009, Unicamp és la millor universitat del Brasil en Ciències exactes i Informàtica. El premi es concedeix des de l'any 2005 en una associació del Guia do Estudante (GE) i Grup Santander.